# José Porras
José Francisco Porras Hidalgo (ur. 8 listopada 1970 w Grecii) – kostarykański piłkarz, grający na pozycji bramkarza i były kapitan reprezentacji Kostaryki.
Włócząc się po różnych klubach z ojczyzny w latach 90., Porras musiał cierpliwie czekać na eksplozję swojego talentu i transfer do Saprissy. Gdy był juniorem, uznawany był za niebywały talent, zwłaszcza po MŚ U-20 w Arabii Saudyjskiej. W tym samym czasie gwiazda Kostaryki i Saprissy, Erick Lonnis, był u szczytu swojej bogatej kariery, dlatego Porras musiał na długo pogodzić się z rolą zmiennika tego golkipera.
Kiedy Lonnis zakończył karierę, Porras postanowił wyrobić sobie opinię zarówno w Deportivo, jak i w kadrze narodowej. Z Saprissą wygrał trzy mistrzostwa kraju, Puchar UNCAF i Puchar Mistrzów CONCACAF. Z Porrasem w bramce, Saprissa wywalczyła brązowy medal klubowych MŚ, będąc gorszym tylko od Liverpoolu i São Paulo FC.
Jeśli chodzi o sukcesy z kadrą narodową, trener Alexandre Guimarães powołał go na Mistrzostwa Świata w Piłce Nożnej 2006. Wyjeżdżając na turniej miał na swoim koncie 16 międzynarodowych występów. Łącznie w kadrze narodowej wystąpił 33 razy.